# Güeñes
Güeñes (en euskera: Gueñes) es una localidad y municipio español de la comarca de Las Encartaciones, en la provincia de Vizcaya, comunidad autónoma del País Vasco. Está surcado por las aguas del río Cadagua y forma junto con su vecino, el municipio de Zalla, el valle de Salcedo.
Limita al norte con Galdames y Baracaldo; al este con Alonsótegui (Gran Bilbao); al oeste con el municipio de Zalla y al sur con el municipio de Gordejuela. Sus núcleos de población más importantes son Güeñes, Sodupe, La Quadra, Zaramillo, Sanchosolo y San Pedro de Goicouría. Merece especial atención artística la iglesia matriz de Santa María de Güeñes.

## Historia
En la antigüedad se incluyó en el valle de Salcedo, formado por los que después fueron dos concejos: Güeñes y Zalla.
También se llamó Salcedo y a este se le cita en la falsa escritura de los votos de San Millán «In salcedo..... omnes domos singular libras de cera»
Los Salcedos no controlaron toda la tierra y el feudo soberano de Güeñes pertenecía por el soberano Casa de Sarachaga dueño de muchas torres y palacios.
Los Sarachaga finalmente heredó todo el valle de Salcedo.
Según Javier de Ibarra y Bergé, en sus libros sobre torres y escudos de Vizcaya, que el valle de Salcedo fue escenario geográfico de la jurisdicción y Señorío de Salcedo, fundado a fines del siglo XII por el Conde Rubio Díaz de Asturias, hijo de Diego Ruiz o Rodríguez, Conde de Noroña y de su esposa doña Ximena, hija de Alfonso V, rey de León.
Aplicó Rubio al valle el nombre de salcedo, prosigue el Sr. Ibarra, por los muchos sauces que bordeaban el río llamado desde entonces Salcedón y más tarde río Cadagua. Por haberse establecido en el lugar de Aranguti se conoció al conde como Rubio de Aranguti y al pie de la colina que hoy ocupa el Palacio de las Brujas, de los Hurtado de Amézaga, mandó levantar la Torre de Salcedo de Aranguti, que perduró lo menos hasta 1848, en que se consigna su existencia por don Juan E. Delmas en su guía de Vizcaya y en las proximidades de la actual Torre de la Jara construyó un palacio.
Le sucedió su hija María de Salcedo, casada con Galindo de Ayala, Señor de Ayala.
Ayala y salcedo se mantendrían unidos durante el resto del siglo XII y la primera mitad del siglo XVII, bajo el dominio sucesivo de Sancho García el cabezudo y Hurtado Sanz. No serían ellos, sin embargo, los únicos propietarios eminentes del valle:otros personajes detentaban un poder de ámbito geográfico. Entre ellos estarían Martín Sancho de Santa Marina.
A principios del siglo XIII, según salazar, Hurtado Sanz de Salcedo, (sexto señor de Ayala), tuvo con una hija de aquel Martín Sánchez de Santa Marina dos hijos bastardos: Lope Sánchez, que recibiría Gordejuela como herencia y Sancho Ortiz Marroquín, llamado así por haber pasado catorce años cautivo en Marruecos) quien se quedaría con Zalla y Güeñes.
Una generación más tarde, el Marroquín repartía entre tres de sus cuatro hijos todas sus posesiones en salcedo, dando así origen a tres linajes; Marroquín de Montermoso, Salcedo de La Jara y Salcedo de Aranguren., cuyos intereses tardarían poco en encontrarse.
En el valle de Salcedo los enfrentamientos directos se iniciaron en una fecha relativamente tardía, a mediados del siglo XIV. Pero hacia bastante tiempo que las relaciones entre los diferentes linajes eran difíciles. Buena parte de sus diferencias parecen arrancar de la división que de su patrimonio hiciera Sancho Ortiz Marroquín.
Pese a la oposición de los Salcedo, los de Montermoso seguían teniendo el control efectivo de la comarca, sobre todo tras la muerte de Juan Sánchez. Como hicieran otros linajes vizcaínos, los marroquines aumentaron las exigencias para con sus vasallos. En consecuencia algunos pequeños clanes, sintiéndose agraviados, llamaron en su ayuda a otras familias más o menos cercanas.
Quedaron así definidos dos bandos, que durante siglo y medio, lucharon sin descanso por el control de la comarca: zamudianos de Salcedo, salazares y muñatones por un lado y por otro, marroquines y gordojanos.
Según se lee en las Bienandanzas de Lope García de Salazar, durante las contiendas banderizas de 1360 entre marroquines y salazares, Juan López de Salazar se dirigió a Güeñes y cercó a los marroquines en su casa, haciéndolos prisioneros. Le pidieron que fuesen conducidos a presencia de Juan, a lo que prometió que cumpliría este su deseo y los llevó a la iglesia de Güeñes, donde mandó llamar a Juan, que era el clérigo encargado de aquella capilla. Ante esto, los prisioneros le hicieron saber que no era ante el clérigo, sino ante Juan, Sr. de Vizcaya, ante quien habían de ser demandados. A esto contestó Juan López de Salazar que no habían especificado a qué Juan habían pedido ser presentados y que por lo tanto los había traído para que se confesaran, pues su intención era hacer justicia. Hecho esto los empozó en el río de Güeñes.
Hacia 1400, los Salazar se enemistaron con los Salcedo y se asociaron a los marroquines.
El ambiente de violencia generalizado vivido en todo el Señorío, forzó a los señores de Vizcaya y a los reyes de Castilla a tomar cartas en el asunto. Era difícil imponer unas normas, cuando los encargados de hacerlas cumplir eran quienes las usaban en su propio beneficio. Ello hizo necesario recurrir a personas foráneas (el corregidor Gonzalo Moro).
La violencia empezó a remitir durante los últimos años del siglo XV. Se produjo un cambio en la coyuntura económica, aumentó la producción, creció la población..., desaparecieron las causas que habían provocado las luchas de bandos.
Se vieron en la necesidad de fijar sus normas de convivencia, lo que en el caso de Las Encartaciones se materializó en la redacción del Fuero Viejo y del Fuero Albedrío.
El cambio de centuria y la primera mitad del siglo XVI, sirvieron para fijar las fronteras mediante pleitos con los municipios vecinos.
Así, en enero de 1507, los concejos de Güeñes y Gordejuela se reunieron para señalar su respectivo término y límites, a fin de no confundir las jurisdicciones de sus justicias.
El 27 de febrero del mismo año, los representantes de estos concejos procedieron a la demarcación, colocando las señales de los límites ante Juan Ortiz de Ondazarros, escribano del concejo de Güeñes. Los alcaldes dieron su conformidad a este amojonamiento y acordaron la apertura de un camino desde la encrucijada de Basualdo a Berbíquez. En este acto se hallaron como testigos Iñigo de Zaballa, Pedro de la Puente y Juan Gallarreta vecinos de Salcedo y Gordejuela.
El despegue de la población del Señorío de Vizcaya desde mediados del siglo XV, ha de relacionarse con el importante papel adquirido por la producción del hierro y por la expansión de las áreas de cultivo. Güeñes además contó con otro motor que apuntaló su expansión demográfica: las obras de la iglesia de Santa María, proporcionando trabajo a un buen número de obreros.
El 17 de abril de 1624, las Juntas Generales de Vizcaya del Señorío de Vizcaya, ante la posibilidad de un ataque de naves holandesas, decidieron fortificar los puertos y costas y nombrar capitanes en todas las villas y anteiglesias de Vizcaya. Fue nombrado capitán de Güeñes Juan Hurtado de Salcedo. 
En septiembre de 1642 Jacinto Hurtado de Tavisón, alcalde perpetuo del concejo de Güeñes, pidió a la incorporación completa de Güeñes en el señorío.
La junta encargó su redacción a los consultores Francisco de Echebarri y Juan de Zalvidea.
En 1704 el concejo de Güeñes contaba con 202 hogueras, según se desprende de un fogueramiento efectuado en toda Vizcaya en este año. Este fogueramiento fue decretado por la Junta General del señorío con fecha 28 de junio, a fin de poder hacer los repartimientos de los gastos generales del señorío. En vista de que Güeñes y otras localidades de Las Encartaciones, no hacían efectivos 15 000 reales, la Junta decidió el 2 de julio de 1738 que las repúblicas deudoras carecieran de voto en las inmediatas elecciones del señorío, pero si satisfacían la cantidad en el plazo de dos meses gozarían de voto duplicado en las elecciones de 1740.
A partir del brote epidémico de 1766, Güeñes sufrió una larga serie de malas cosechas, fuertes exigencias fiscales, guerras y enfermedades que frenaban el crecimiento. Esta situación obligó al regimiento a suprimir los impuestos directos entre 1772 y 1775 y a repartir tierras concejiles entre los vecinos, a fin de que estos pudiesen aumentar sus recursos.
En la Junta de Merindades del 13 de agosto de 1799 se había determinado la incorporación total de Las Encartaciones al Señorío y se habían aprobado las condiciones de tal unión. A tal fin el 25 de mayo de 1800 se reunió en la Casa Consistorial del concejo de Güeñes las autoridades de la localidad. En dicha reunión se dio cuenta de los pasos llevados a cabo. El 2 de febrero se había nombrado una comisión que se encargaría de conferenciar con las autoridades del señorío. El 17 de febrero se había enviado una instancia, junto con el Valle de Trucíos, en la que se pedía al señorío que nombrase una comisión. El 14 de julio de 1800, las Juntas Generales de Vizcaya aprobaron definitivamente la incorporación de Güeñes al Señorío.
En 1808 se iniciaba la Guerra de la Independencia Española. Desde el principio de las hostilidades un destacamento francés se instaló su cuartel en Sodupe, causando un gran trastorno: la guerra absorbía un elevado porcentaje de la producción agropecuaria local en forma de “raciones” para la tropa.
Otro periodo conflictivo fue el Trienio Liberal (1820-1823): otro acuertalamiento en Sodupe reprodujo la situación de diez años atrás.

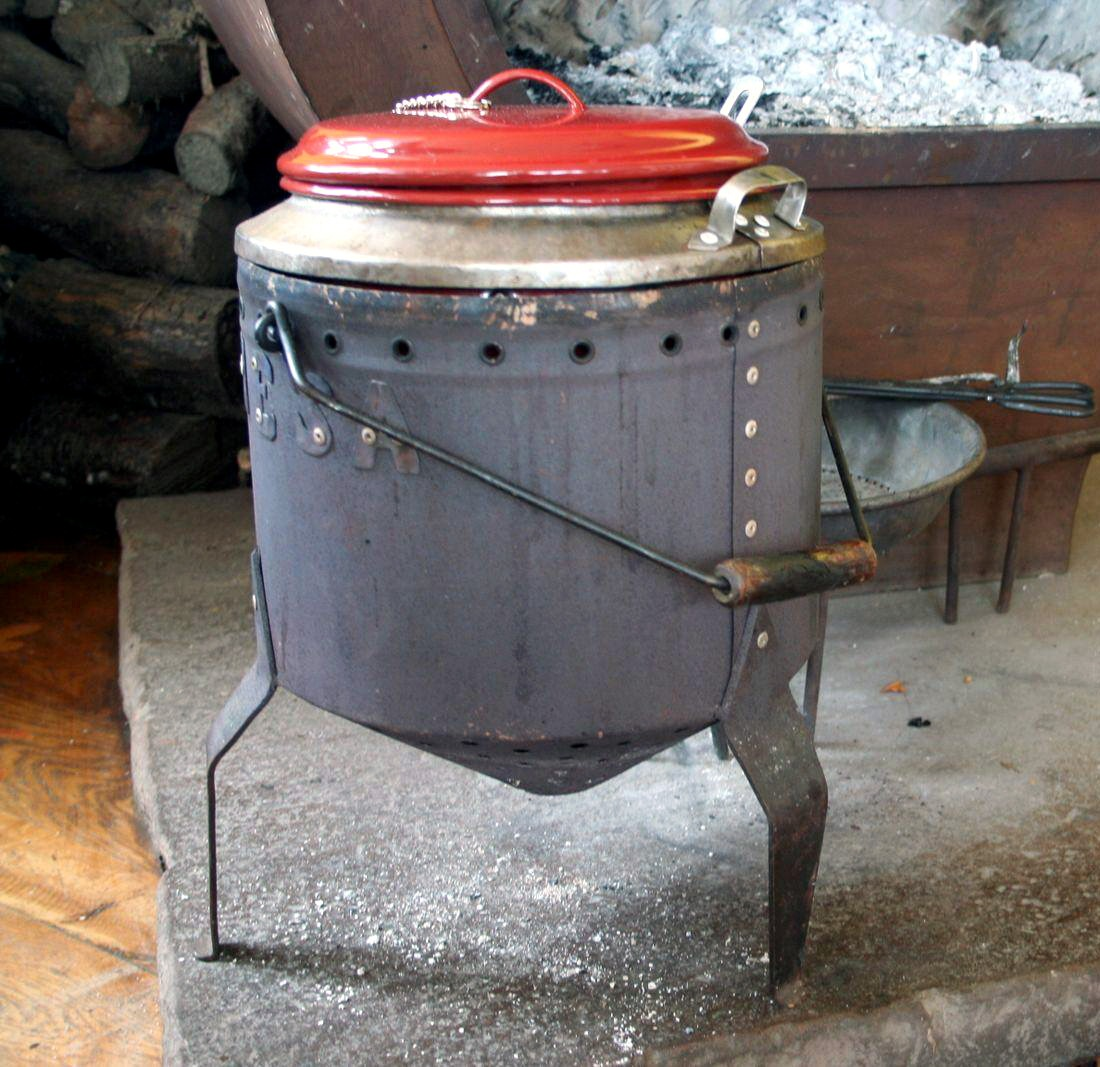
Olla ferroviaria, comida tradicional de los pueblos del ferrocarril de La Robla. Güeñes celebra un concurso anual de preparación y degustación.

El 23 de abril de 1872, comenzó la tercera guerra carlista. Una partida de 800 hombres, mandados por Cuevillas, ataca a 23 guardias civiles en una casa de Güeñes, teniendo estos que rendirse.
En torno al año 1880, la burguesía vizcaína inició una nueva etapa en el proceso industrializador del Señorío lanzándose a la creación de grandes empresas. Se inició pues, la creación de los ferrocarriles industriales, tres de los cuales afectarían muy directamente a Güeñes: el ferrocarril hullero de La Robla-Valmaseda, el ferrocarril Bilbao-Santander y sobre todo el ferrocarril del Cadagua. Los dos últimos, que acabaron siendo el mismo ferrocarril, habían sido proyectados para comunicar las minas de la cuenca del Cadagua y de la zona de Peña Cabarga con los altos Hornos y los cargaderos; gracias a ellos la explotación de las minas de Zaramillo y Saracho se hizo rentable. Los tres ferrocarriles acabaron unificandose, quedando uno solo que se bifurca al salir de Güeñes en Aranguren.

## Demografía
Güeñes cuenta con una población de 6771 habitantes (INE 2024).
| Gráfica de evolución demográfica de Güeñes entre 1842 y 2021                                                        |
| |
| Población de derecho según los censos de población del INE Población de hecho según los censos de población del INE |

### Transporte y comunicaciones
Dispone de seis estaciones de ferrocarril de ancho métrico, pertenecientes al núcleo de Cercanías Vizcaya, línea C-4: (de oeste a este)
- Estación de Güeñes
- Estación de Lambarri
- Estación de Archube
- Estación de Sodupe
- Estación de La Quadra
- Estación de Zaramillo

Además, la estación de Sodupe forma parte de las líneas  y  a Santander y Carranza.

### Economía
En el barrio de Arangoiti se ubica el Parque industrial más importante de Gueñes, se desarrolló mediante un acuerdo de colaboración público privada y con el objetivo de regeneración de un área industrial en desuso donde en años precedentes se ubicó la empresa Reckitt Benckiser y logró un crecimiento empresarial destacado. El Polígono se encuentra bordeado por el río Cadagua. y en un entorno de gran riqueza natural y de gran tradición maderera. Próximo al municipio de Zalla y a Bilbao (20 km) por la carretera BI-636.
La empresa británica de filtros Jasun Envirocare crece en el polígono de Arangoiti, que prevé fabricar en el País Vasco una línea de filtros específicos con una inversión superior a los cinco millones de euros.
Recientemente la apertura del Bizkaia Park Abentura en Arangoiti señala por disponer de una instalación de ocio infantil única en su género a nivel europeo. 2800 metros cuadrados de superficie con un aforo para 700 personas, mezcla un txikipark urbano con rocódromo, tirolinas y pasos tibetanos. Además cuenta con otros recintos como ludoteca, una zona de meriendas para menores, un aula para actividades extraescolares con capacidad para unas 50 personas, una sala con videoconsolas, baños, vestuarios para el personal, zona para dejar el calzado y una tienda de chucherías.
Global Efficiency Aranguren es una empresa que se crea en 2014 y cuyo fin principal es la generación de electricidad utilizando biomasa forestal. Para este fin, la empresea adquirió los terrenos y los activos de la antigua Pastguren SL en los municipios vizcaínos de Zalla y Gueñes. Tras un periodo de adecuación y actualización de equipos e instalaciones, GLOBAL inició su actividad a principios de 2016. El nuevo proyecto empresarial se desarrolló con la ayuda y colaboración público privada del gobierno de Aralar (Zalla Bai), que facilitó ayudas municipales de dinero público y ayudas a fondo perdido, además de recoger curriculum vitae de personas desempleadas del municipio para la empresa privada. La fábrica de Cogeneración de energía y tratado de biomasa en un principio se instalaría en Errigoiti donde surgió un importante rechazo vecinal, con la creación de una plataforma contra el proyecto por los impactos medioambientales. Tras cuatro años de actividad, En 2020 un informe encargado por la plataforma Gueñes Bizia recomienda el «cese inmediato de la actividad»
En el barrio Lasier, el Basque Design Center un centro de investigación y estudio dedicado a la moda y el diseño de muebles, convivirán tanto talleres de formación, como exposiciones y desarrollo de productos. Incluso habrá creadores que realizarán residencias en el edificio.

## Administración y política

### Gobierno municipal
| Periodo   | Nombre                          | Partido | Partido                                                      |
| --------- | ------------------------------- | ------- | ------------------------------------------------------------ |
| 1979-1983 | Pedro María Saracho Cortajarena |         | Euzko Alderdi Jeltzalea-Partido Nacionalista Vasco (EAJ-PNV) |
| 1983-1987 | Manuel Jarrín Totorica          |         | Euzko Alderdi Jeltzalea-Partido Nacionalista Vasco (EAJ-PNV) |
| 1987-1991 | José María Larrucea Ulibarri    |         | Euzko Alderdi Jeltzalea-Partido Nacionalista Vasco (EAJ-PNV) |
| 1991-2003 | Guillermo Ibarra Vitorica       |         | Euzko Alderdi Jeltzalea-Partido Nacionalista Vasco (EAJ-PNV) |
| 2003-2015 | Koldo Artaraz Martín            |         | Euzko Alderdi Jeltzalea-Partido Nacionalista Vasco (EAJ-PNV) |
| 2015-2019 | Imanol Zuluaga Zamalloa         |         | Euzko Alderdi Jeltzalea-Partido Nacionalista Vasco (EAJ-PNV) |
| 2019-act. | Juan Andrés Iragorri Ruiz       |         | Euzko Alderdi Jeltzalea-Partido Nacionalista Vasco (EAJ-PNV) |

| Partido político                                              | 2023  | 2023  | 2023       | 2019  | 2019  | 2019       | 2015  | 2015  | 2015       | 2011  | 2011  | 2011       | 2007  | 2007  | 2007       |
| Partido político                                              | %     | Votos | Concejales | %     | Votos | Concejales | %     | Votos | Concejales | %     | Votos | Concejales | %     | Votos | Concejales |
| Euzko Alderdi Jeltzalea-Partido Nacionalista Vasco (EAJ-PNV)  | 45,62 | 1599  | 7          | 41,14 | 1571  | 6          | 47,09 | 1726  | 7          | 42,11 | 1572  | 6          | 52,97 | 1701  | 8          |
| Euskal Herria Bildu (EH Bildu)-Bildu                          | 32,32 | 1133  | 4          | 33,31 | 1272  | 5          | 33,83 | 1240  | 5          | 32,17 | 1201  | 5          | —     | —     | —          |
| Partido Socialista de Euskadi-Euskadiko Ezkerra (PSE-EE PSOE) | 11,26 | 395   | 1          | 12,67 | 484   | 1          | 12,55 | 460   | 1          | 13,88 | 518   | 2          | 18,41 | 591   | 3          |
| Elkarrekin Podemos-Ezker Anitza-IU-Ezker Batua-Berdeak (EB-B) | 6,56  | 230   | 1          | 9,22  | 352   | 1          | —     | —     | —          | —     | —     | —          | 10,12 | 325   | 1          |
| Partido Popular del País Vasco (PP)                           | 2,05  | 72    | 0          | 2,23  | 85    | 0          | 3,08  | 113   | 0          | 4,80  | 179   | 0          | 6,14  | 197   | 0          |
| Eusko Alkartasuna (EA)                                        | —     | —     | —          | —     | —     | —          | —     | —     | —          | —     | —     | —          | 9,81  | 315   | 1          |

### Organización territorial
Se forma de cuatro núcleos de población
- Güeñes
- La Quadra
- Sodupe
- Zaramillo

## Cultura

### Leyendas
Güeñes es lugar rico en tradiciones supersticiosas, sucesos de brujería y leyendas muy conocidas por su cultura popular como el Palacio de las Brujas (Palacio de los Hurtado Amézaga), donde la muerte de su constructor, en el siglo XVIII, hizo paralizar las obras, y algunos hablaron de que había sido provocado por un hechicero. Pasaron los años y los seis hijos de la familia Amézaga, todos arquitectos, quisieron continuar la labor de su padre, pero uno tras otro fueron muriendo conforme retomaban las obras sin que se pudiese dar término al proyecto de su padre: había nacido la leyenda del palacio de las Brujas del municipio de Güeñes.

### Patrimonio
- Iglesia de Santa María: Construida en el siglo XVI, sobre el solar de otra anterior, a base de bloques de fina sillería. Se encuentra en el cruce de las carreteras que llevan a Aranguren y Galdames.

El espacio interior es un gran rectángulo al que se añade el ábside. Dicho espacio se encuentra formado por tres naves y cuatro tramos, el primero de ellos más corto. El ábside es poligonal. Tiene siete altares: San Diego de Alcalá, pintado por Nicolás de la Cuadra, el de La Piedad, La Inmaculada, El Rosario, El altar Mayor, El del Carmen y San Ignacio.

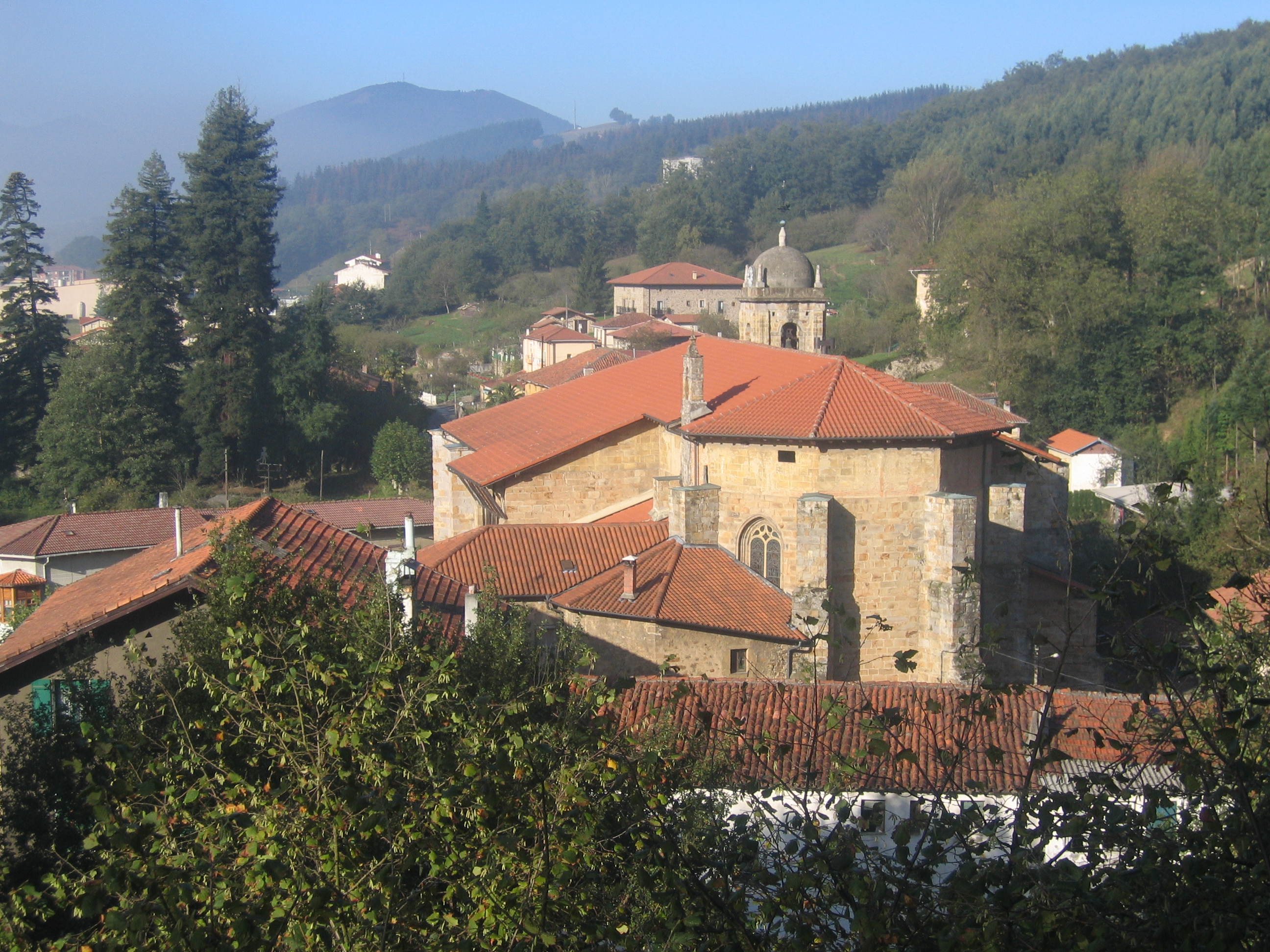
Ábside y tejado

El ábside, primer tramo y portada principal corresponden a planteamientos tardo-góticos de un templo de tres naves de desigual altura. Sin embargo, a mediados del siglo XVI, el cabildo decidió cambiar el proyecto, elevando las naves laterales a la altura de la principal. A nuestros días ha llegado una iglesia de nave de salón, con tres naves de la misma altura, excepto en el primer tramo, en que las laterales son sensiblemente más bajas.

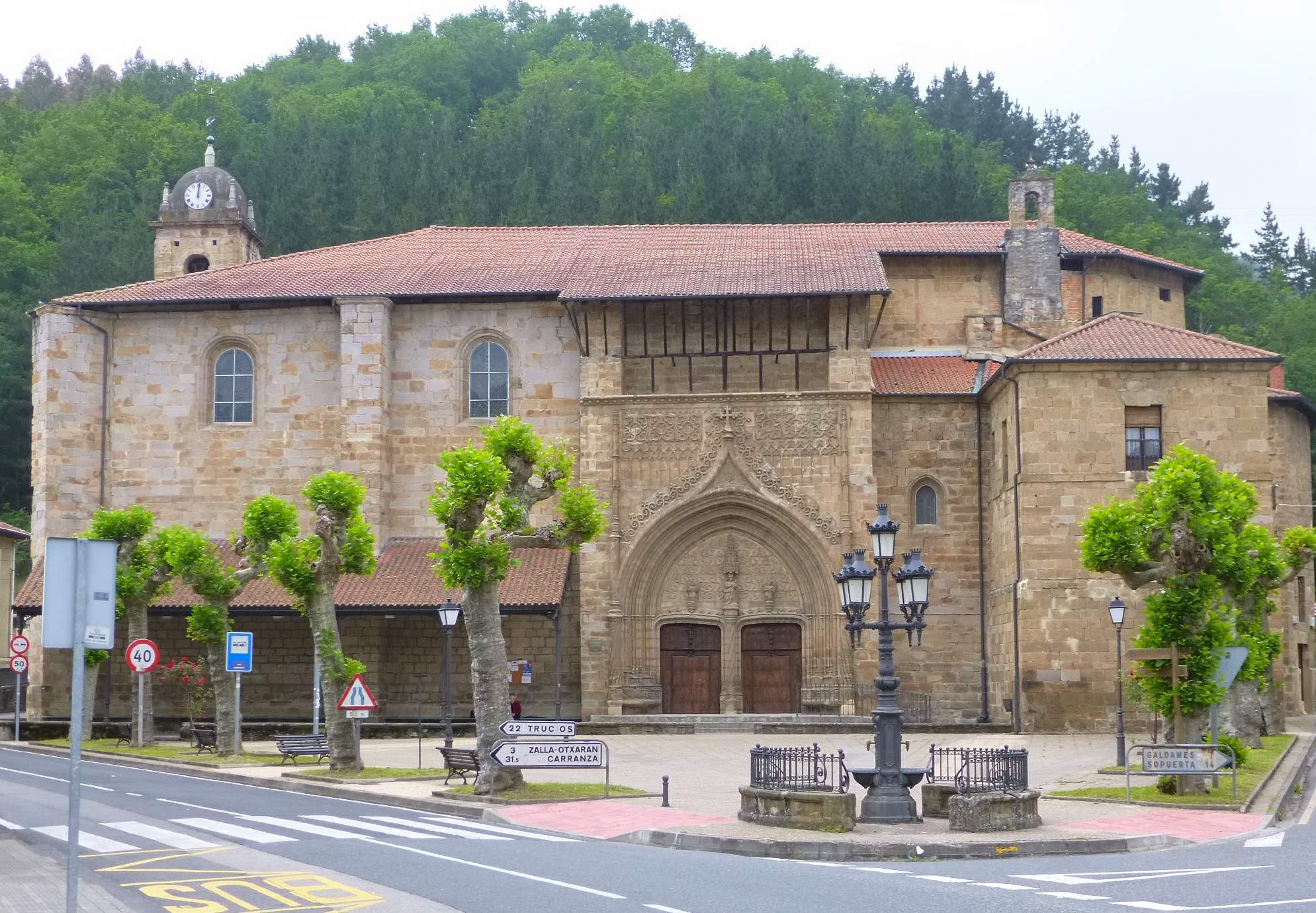
Plaza ante la iglesia de Güeñes

Dos filas, de tres gruesas columnas cada una, separan la nave central de las laterales. Los capiteles se encuentran formados por simples molduras situadas en los arranques de los arcos. Sobre los muros laterales se encuentran adosadas semicolumnas similares a las principales. Los arcos fajones son de tipo carpanel y los formeros de medio punto, excepto los del tercer tramo, que son apuntados.

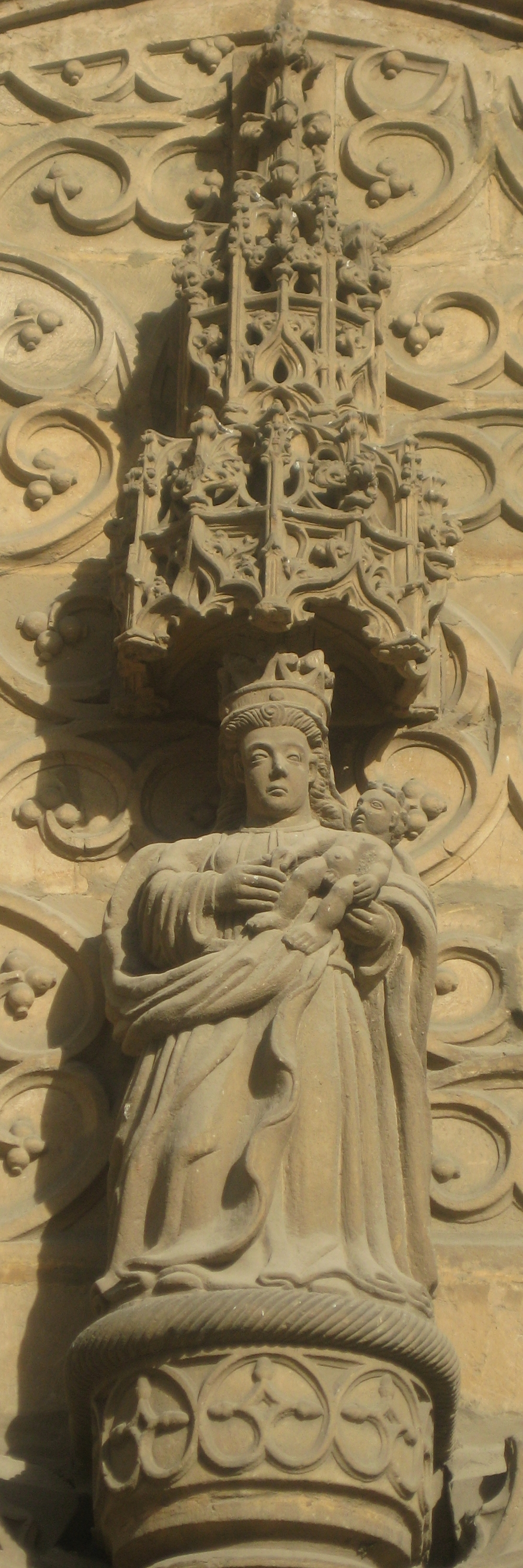
Escultura de la Virgen con el Niño en la Portada del Sol, bajo su doselete gótico

Las bóvedas son de crucería con profusa complicación, distintas unas de otra, excepto las simétricas de las naves laterales, que son iguales dos a dos. El primero, tercero y cuarto tramo de cada una de las naves laterales se cubre con bóveda de tercelete con tracería recta. En el segundo tramo algunos nervios se desplazan fuera del centro.
La bóveda del ábside es estrellada de seis puntas, enlazando con la del primer tramo de la nave principal. La del segundo tramo es polar, de tercelete con círculo pequeño y un cuadrado grande girado. La tercera dispone de un rectángulo medio en torno al polo. La cuarta es de tercelete con combados. 
El coro ocupa el último tramo de la nave central, se encuentra sobre un arco escarzano. Fechado en los primeros años del siglo XVII. El bajo coro está formado por bóveda de tercelete y contraterceletes.
La iluminación se realiza a través de huecos abocinados, el del segundo tramo con rosetón.
La sacristía se encuentra adosada junto al ábside, a través del cual se accede. Se construyó con bóveda de arista de dos tramos en el siglo XVIII.
El templo tiene dos accesos. El lateral es el principal, de una gran belleza y esbeltez. Llamada la portada del sol, tiene una decoración en la que el renacimiento se mezcla con el gótico florido. Es de arco apuntado, con arquivoltas y tres grupos de baquetones con decoración sogueada y bolas. Acoge dos vanos en arco carpanel, separados por un mainel que sustenta la efigie en piedra de la Virgen con el Niño. En cada vano hay una figura de ángel. Sobre la Virgen se sitúa un doselete gótico afiligranado. El tímpano se encuentra decorado. Sobre el arco apuntado hay un remate conopial. Los laterales se rematan por finísimas columnas a modo de agujas, en cuya cúspide se aprecian florones. La parte superior se enmarca en una hilera con bolas.
El otro acceso, situado a los pies del templo, fue trazado con un diseño más clasicista, en el siglo XVII. Consta de dos cuerpos, el inferior alberga el hueco de acceso, de medio punto. Se enmarca entre cuatro columnas, las cuales sujetan un entablamento rematado en los extremos por pináculos. Uniendo los dos cuerpos se encuentran roleos que unen los pináculos con el entablamento del piso superior. Este piso consta de hornacina plana bajo tímpano y remates de bolas.
La torre de campanas, construida en sillería, consta de cuatro cuerpos y un zócalo. El cuerpo de campanas tiene cuatro huecos de medio punto que alojan las seis campanas, y sobre él se encuentra una cúpula de remate de sillares, flanqueada por pináculos.
Todo el edificio se encuentra construido con piedra de sillería, muros, contrafuertes, torre, etc.
- Caserío Errecalde: ejemplo del típico caserío a dos aguas, uno de los más antiguos del Municipio conserva su fachada original así como un curioso arco de entrada abovedado. Típico caserío a dos aguas, bello ejemplo recientemente restaurado de dimensiones impresionantes, la planta baja destinada a cuadra de ganado, la primera a vivienda y la última pajar.

- Palacio de los Hurtado de Amézaga: construido en el siglo XVIII por don Baltasar Hurtado de Amézaga, primer Marqués de Riscal, con motivo de la visita del rey Felipe V. Contó para ello con el trabajo del guipuzcoano Martín de Zaldúa, quien en 1709 se personó en Güeñes para comprobar el avance de las obras. La muerte del marqués, sin embargo, detuvo las obras, y desde entonces el palacio ha ido arruinándose hasta nuestros días. Incluido en la Lista roja de patrimonio en peligro.

- Iglesia de San Vicente: concluida en el siglo XVIII, dotada de tres naves y cuatro tramos definidos por pilares, destaca por su desnudez general propia del barroco desornamentado.

- Ermita de Sanchosolo: templo de magnífica fachada coronada de espadaña, dedicado a San Martín de Iturriaga, dotado de nave abovedada del siglo XVIII.

- Palacio de Saratxaga: la casa solar de la familia en el sitio de un castillo medieval de la Saratxaga estima desde el comienzo del siglo XI. Tiene influencia neoclásica y un espléndido jardín

- Palacio Cuadra Salcedo: sobre el solar de un viejo palacio de principios del siglo XVI, del que aún se conservan rastros, se alzó esta mansión compacta, con un sentido del orden casi neoclásico, compuesta en un bloque oblongo cerrado que presenta su fachada principal a los viandantes del antiguo Camino Real, alineada con la perspectiva de fuga de la iglesia de Santa María.En esta cara, sometida a una rígida plantilla de ordenación de huecos, se disponen las estancias nobles, relegando la crujía trasera a las dependencias de servicio. Conoció una profunda renovación de cubierta, balconaje y revocos hacia 1900.

- Parque Arenatza: 22 000 m² de sobrio parque de estilo inglés, con ejemplares tanto autóctonos como alóctonos, así como una muestra excelente de coníferas, el estanque y la pérgola le dan un especial encanto.

- Torre de La Puente: antigua torre de Romarate fue construida por D. Juan de Bolívar, coetáneo del emperador Carlos V. En la actualidad conserva su almenado y los cuatro garitones en sus ángulos.

- Torre de La Cuadra: una de las Casa Torre de Vizcaya que mejor han mantenido las características originales. Erigida en la segunda mitad del siglo XIV, coincidiendo con la intensificación de las luchas banderizas.

- Torre de Sanchosolo: desde el año 1535 se tiene constancia de ella, D. Lope I De Salcedo señor de la torre de Salcedo, cede a su primogénito D. Lope II De Salcedo el cadalso y la torre de la atalaya de Santxosolo.

- Torre de Sologuchi: ejemplo de torre defensiva, estratégicamente situada junto al camino real constituía una avanzadilla de la Torre de La Jara, perteneciente a los señores de Salcedo.

- Villa Urrutia: vistosa mansión de indianos en estilo afrancesado plasmado en las tribunas laterales de composición tridimensional. Construida a principios de siglo por Leandro Urrutia y cedida por la familia Garay Llaguno en 1974, hoy Casa Consistorial.

- Iglesia de San Miguel de Lacabe: edificada en 1520. Posteriormente, en el siglo XVIII rehace su bóveda estilo renacentista.

- Iglesia de San Pedro de la Cuadra: resalta su portada gótica que se decora con cruces, lisesruedas elemento de pleno siglo XV. Esta portada, resulta arcaica y presenta cierta aglomeración de elementos decorativos de veta popular.